# 1982 у кіно

## Фільми
- Ганді
- Гарно жити не заборониш
- Голова Тереона
- Додому!
- За законами воєнного часу
- Захоплення
- Конан-варвар
- Фанні та Олександр
- Чародії

### УРСР
- Ніжність до ревучого звіра
- Сімейна справа

## Персоналії

### Народилися
- 3 лютого — Бріджет Ріган, американська акторка кіно і театру.
- 20 червня — Карім Леклу, французький актор.
- 29 грудня — Естер Мартін Бергсмарк, шведський кінорежисер, сценарист і оператор.

### Померли
- 13 січня — Марсель Камю, французький кінорежисер, сценарист.
- 11 лютого:
  - Елінор Пауелл, американська акторка і танцюристка.
  - Сімура Такасі, японський актор.
- 24 лютого — Вірджинія Брюс, американська співачка і акторка кіно, телебачення і радіо.
- 10 березня — Кміт Леонід Олександрович, радянський актор театру і кіно.
- 21 березня — Файнциммер Олександр Михайлович, радянський російський кінорежисер.
- 12 квітня — Гіацинтова Софія Володимирівна, радянська акторка і театральна режисерка.
- 25 квітня — Борис Андреєв, радянський актор театру і кіно, народний артист СРСР, двічі лауреат Сталінської премії.
- 12 травня — Борисов Олександр Федорович, радянський актор.
- 27 травня — Чирков Борис Петрович, радянський актор.
- 28 травня — Борис Чирков, радянський кіноактор, народний артист СРСР (1950).
- 11 червня:
  - Анатолій Солоніцин, радянський актор театру і кіно.
  - Штикан Лідія Петрівна, радянська акторка театру і кіно.
- 18 червня — Курд Юрґенс, австрійський кіноактор німецько-французького походження.
- 19 червня — Кримов Пантелеймон Олександрович, радянський російський актор театру і кіно.
- 25 червня — Головня Анатолій Дмитрович, радянський кінооператор.
- 29 червня — Генрі Кінг, американський актор і кінорежисер.
- 24 вересня — Подгорний Микита Володимирович, радянський актор театру і кіно.
- 30 вересня — М'ягкий Віктор Іванович, радянський український актор театру і кіно, театральний режисер.
- 8 липня — Іза Міранда, італійська акторка.
- 14 липня — Аркадій Трусов, радянський актор театру і кіно, заслужений артист РРФСР (1942).
- 10 серпня — Вільям Альберт Генрі, американський актор.
- 12 серпня — Генрі Фонда, американський актор (нар. 1905).
- 14 вересня — Грейс Келлі, американська акторка.
- 24 вересня — Подгорний Микита Володимирович, радянський актор театру і кіно.
- 17 жовтня — Мішурин Олексій Олександрович, радянський український кінорежисер, кінооператор.
- 26 жовтня — Киянський Павло Іванович, український актор.
- 4 листопада — Франько Дмитро Васильович, український актор.
- 10 листопада — Еліо Петрі, італійський кінорежисер, сценарист.
- 14 листопада — Патрик Мегі, ірландський актор і театральний режисер.
- 27 листопада — Шатерникова Ніна Яківна, радянська російська акторка театру і кіно.
- 23 грудня — Джино Коррадо, італійський кіноактор.